# شارمین اسمیت
شارمین اسمیت (انگلیسی: Charmin Smith؛ زادهٔ ۲ مهٔ ۱۹۷۵) بازیکن بسکتبال، و سرمربی (بسکتبال) اهل ایالات متحده آمریکا است.
از باشگاه‌هایی که در آن بازی کرده‌است می‌توان به فینکس مرکوری اشاره کرد.